# Adriano en Siria (Sacchini)
Adriano en Siria fue el sexto “dramma per musica” que el italiano Pietro Metastasio (1698-1782) escribió como poeta oficial del Emperador de Austria. El texto fue encargado para que sirviera de libreto a la ópera homónima del compositor Antonio Caldara (1670-1736), a la sazón maestro de capilla de la corte imperial de Viena.
La obra, dividida en tres actos y cantada en italiano, se estrenó en Viena el día de la onomástica del emperador Carlos VI, el 4 de noviembre de 1732.

## Composición
Las fuentes a las que acudió Metastasio para los hecho históricos que se narran fueron: la Historia Augusta y las obras del historiador romano Dion Casio, presentando a Adriano como un tirano magnánimo, muy en la línea del Despotismo ilustrado imperante en la época.

## Personajes

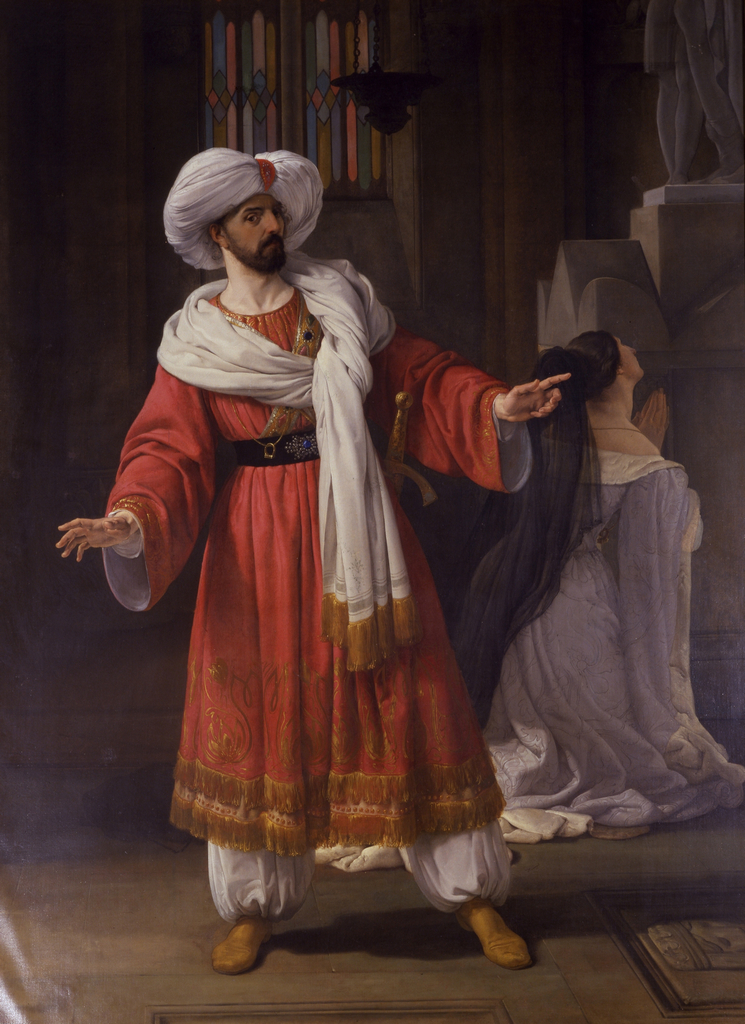
El tenor Giovanni David como Alessandro, de la ópera de Pacini Gli arabi nelle Gallie. Óleo de Francesco Hayez (1850).

| Personaje                                                     | Tesitura | Reparto en 1821 Director: Pietro Airoldi |
| ------------------------------------------------------------- | -------- | ---------------------------------------- |
| Adriano (emperador romano)                                    | tenor    | Giovanni David                           |
| Sabina (prometida de Adriano)                                 | soprano  | Adelaide Mazzante Piermarini             |
| Osroes I de Partia (rey de los partos, prisionero de Adriano) | bajo     | Luigi Lablache                           |
| Emirena (hija de Osroes, prisionera de Adriano)               | soprano  | Girolama Dardanelli Corradi              |
| Farnaspes (prometido de Emirena, prisionero de Adriano)       | tenor    | Francesco Piermarini                     |
| Aquiles (tribuno romano, confidente de Adriano)               | bajo     | Gaetano Chambran                         |

## Argumento
La acción se sitúa en la ciudad de Antioquía, donde efectivamente Adriano fue proclamado emperador. Sin preocuparse demasiado por la cronología, Metastasio nos presenta a Sabina, sobrina de Trajano, como amante y prometida de Adriano.
El emperador ha conquistado el Imperio Parto y ocupado su capital, Ctesifonte. 
Entre los numerosos prisioneros se encuentra el rey Osroes I de Partia; la princesa Emirena, su hija; y el noble parto Farnaspes su prometido. 

Adriano pronto es atraído por la belleza de Emirena, y lucha entre unirse a ella en matrimonio, lo que garantizaría una paz duradera entre los dos pueblos, o mantenerse fiel a Sabina, sobrina de su antecesor, y prometida suya.

Finalmente vence la virtud, representada por Sabina; sobre la pasión carnal que encarna Emirena, acabando la obra con la feliz unión entre el Emperador y la noble romana.

## Influencia
Metastasio tuvo gran influencia sobre los compositores de ópera desde principios del siglo XVIII a comienzos del siglo XIX. Los teatros de más renombre representaron en este período obras del ilustre italiano, y los compositores musicalizaron los libretos que el público esperaba ansioso. Adriano en Siria es tal vez uno de los libretos que más éxito obtuvo, pues fueron más de 50 los compositores que le pusieron música.